# 里韋特山
67°50′S 66°14′E / 67.833°S 66.233°E
里韋特山（英語：Mount Rivett）是南極洲的山峰，位於麥克羅伯特森地，屬於古斯塔夫布爾山的一部分，澳大利亞探險家率領的探險隊在1931年2月13日踏足該山峰附近，現時由南極條約體系管理。